# Pyroppia tajikistanica
Pyroppia tajikistanica är en kvalsterart som beskrevs av Krivolutsky och Christov 1970. Pyroppia tajikistanica ingår i släktet Pyroppia och familjen Ceratoppiidae. Inga underarter finns listade i Catalogue of Life.